# Pablo Pasache
Luis Pablo Pasache Cari (Ica, Perú, 1 de febrero de 1915 - Fremont, USA, 1990) fue un futbolista peruano nacionalizado chileno que desarrolló su carrera en clubes de Perú y Chile. 
Fue internacional con las selecciones de fútbol de Chile y Perú.

## Biografía
Partió su carrera siendo el más bruto de todos en Club Centro Deportivo Municipal y luego prosiguió su carrera en Chile en 1941 donde defendió a Magallanes.
Regresó al Perú en 1945 para jugar por Universitario donde obtuvo dos títulos y se retiró en Deportivo Municipal en 1952.
Defendió a la selección de fútbol de Perú entre 1938 y 1942, aunque también jugó por la selección chilena de fútbol en 1941 en la Copa Presidente de Argentina.

### Post retiro
En 1960 fue asistente en Sporting Cristal, asimismo fue asistente de Jorge  Gyorgy Orth en la selección que participó en los Olimpiadas de Roma.

## Clubes

### Como jugador
| Club                | País  | Año         |
| ------------------- | ----- | ----------- |
| Deportivo Municipal | Perú  | 1938 - 1940 |
| Magallanes          | Chile | 1941 - 1944 |
| Universitario       | Perú  | 1945 - 1950 |
| Deportivo Municipal | Perú  | 1951 - 1952 |

## Palmarés

### Campeonatos nacionales
| Título                    | Club                      | País | Año  |
| ------------------------- | ------------------------- | ---- | ---- |
| Primera División del Perú | Universitario de Deportes | Perú | 1945 |
| Primera División del Perú | Universitario de Deportes | Perú | 1946 |